# NEC V20

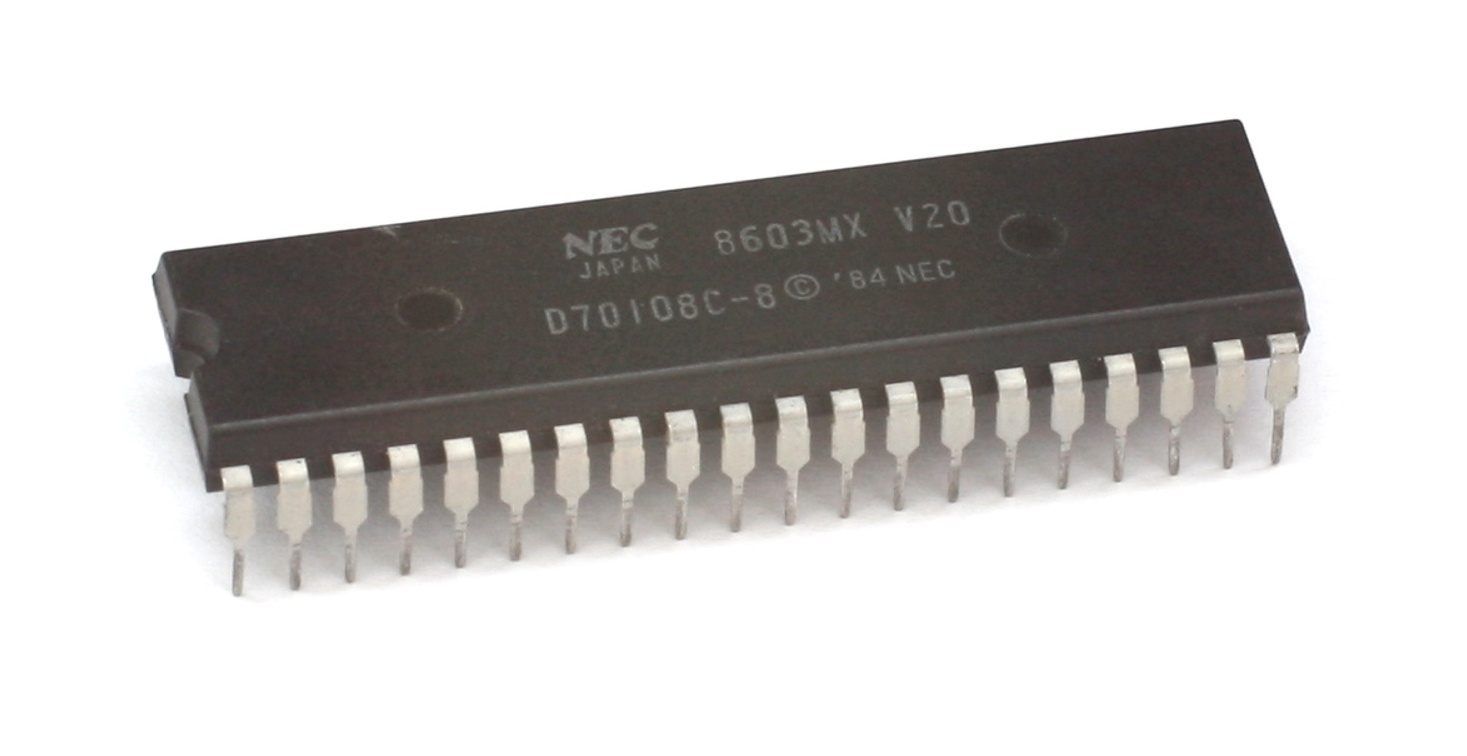
NEC V20

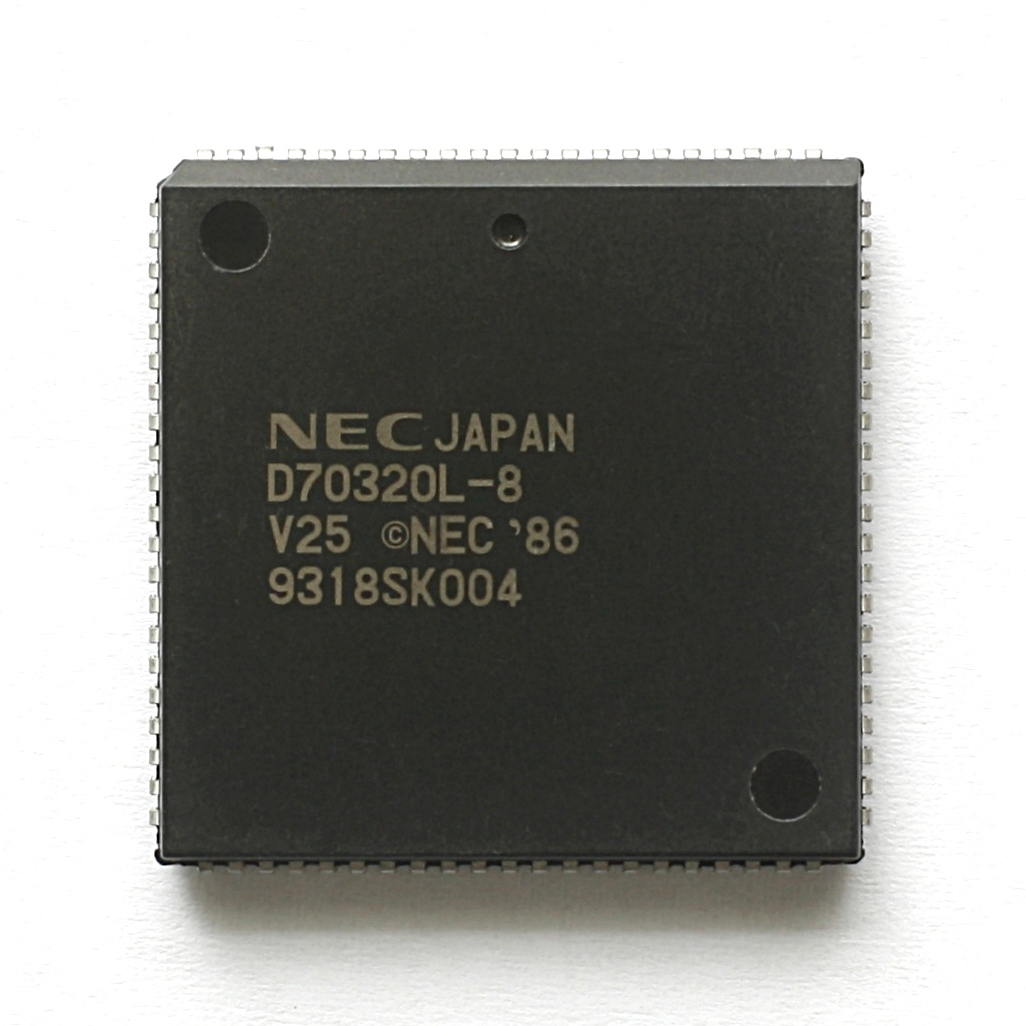
NEC V25

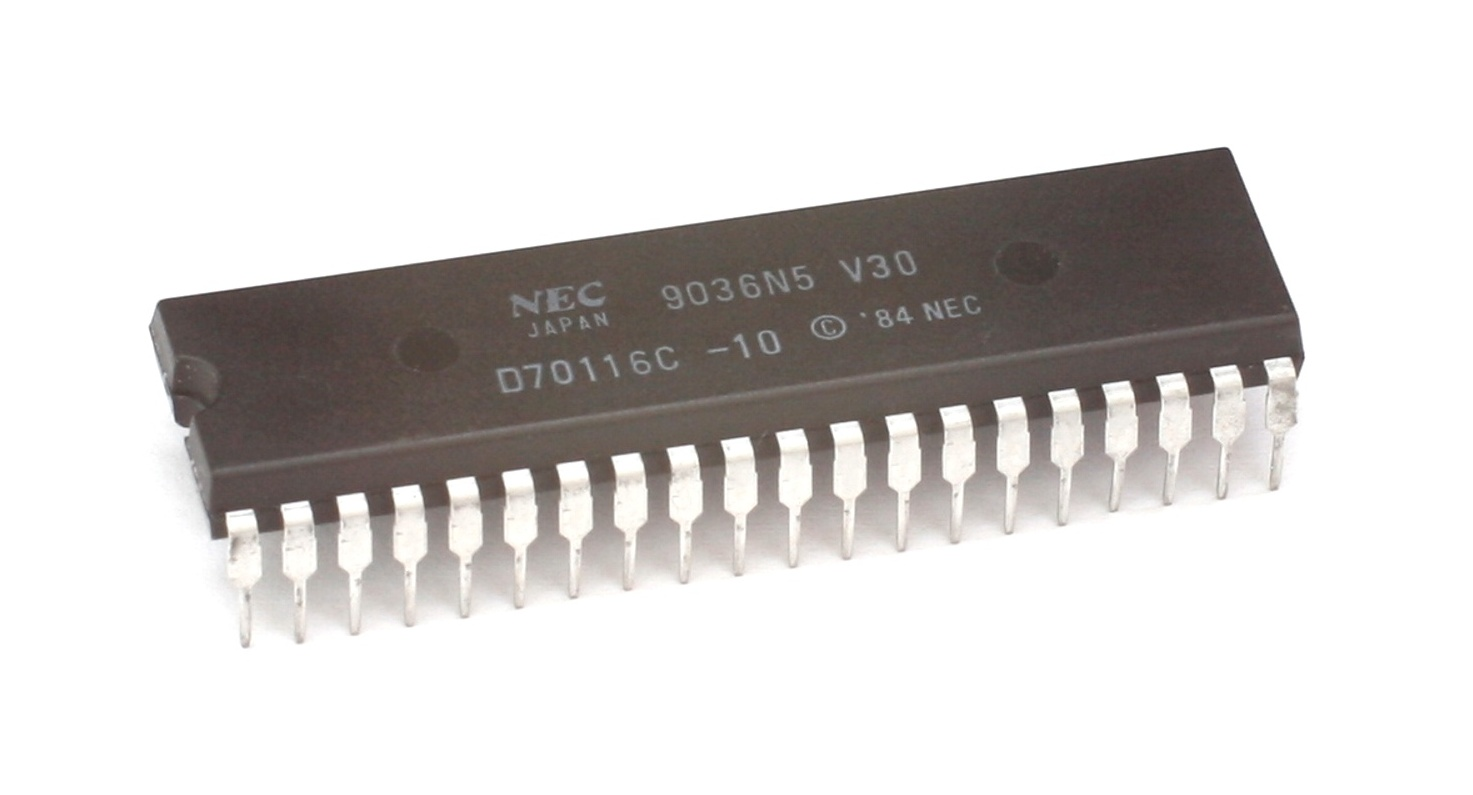
NEC V30

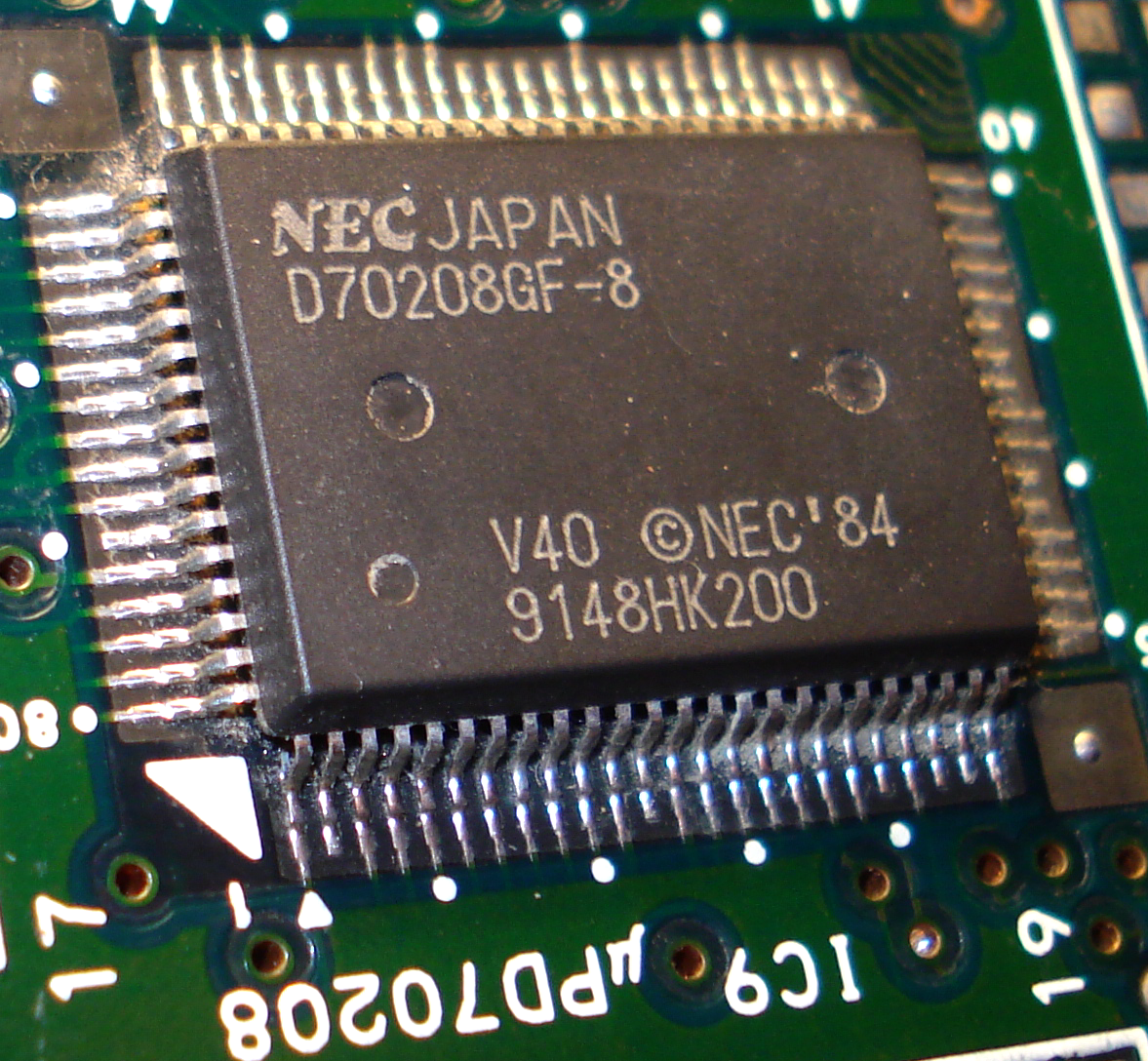
NEC V40

Der NEC V20 (µPD70108) ist ein zum Intel 8088 pin-kompatibler Prozessor, der von NEC ab März 1984 hergestellt wurde und einen sowohl zum Intel 8080 als auch zum Intel 80186 kompatiblen Befehlssatz besitzt.
Die aus 63.000 Transistoren (8086: 27.000) bestehende CPU wurde in einem 1,2 µm-CMOS-Prozess (8086: 3 µm-NMOS) hergestellt und war für 5 (NEC D70108C-5) bis 16 MHz (NEC D70108HLM-16) spezifiziert. Sie lief bei gleicher Taktfrequenz ca. 30 Prozent schneller als der i8088 und war daher in den  1980er Jahren eine beliebte Tuningmaßnahme für IBM-PC-kompatible Computer: Durch bloßes Einstecken anstelle der original verbauten 8088 konnte der Computer spürbar beschleunigt werden. Im Gegensatz zum NMOS-basierten 8086 wurde der V20 im stromsparenden CMOS-Prozess hergestellt.
Der NEC V20HL (μPD70108H) und der NEC V30HL (μPD70116H) sind High-Speed- (bis zu einer Taktfrequenz von 16 MHz) und Low-Power-Versionen des V20 und V30.
Der NEC V25 ist eine Mikrocontroller-Version des NEC V20.
Der NEC V30 (μPD70116) ist eine Version des V20, die pin-kompatibel zum Intel 8086 ist.
Die NEC V40-Prozessorfamilie hatte einen Intel 80186 kompatiblen Befehlssatz und einen 8 bit Datenbus und ist mit im Gehäuse integrierten Peripheriekomponenten geeignet für den Entwurf robuster miniaturisierter Mikrocontroller.
Die NEC V50-Prozessorfamilie hatte einen Intel 80186 kompatiblen Befehlssatz und einen 16 bit Datenbus und ist mit im Gehäuse integrierten Peripheriekomponenten geeignet für den Entwurf robuster miniaturisierter Mikrocontroller.
Weiterhin gab es die Prozessoren V60, V70 und V80. Deren nativer Befehlssatz war nicht x86-kompatibel, konnten aber den Befehlssatz eines 80186 in Hardware emulieren.